# Center Vič
Center Vič (Center Interspar Vič) je nakupovalno središče na ljubljanskem Viču. Otvorili so ga 27. avgusta 1997.
Ima okoli 30 trgovin, 350 zaposlenih in 12.500 m2 površine. Njegova osrednja trgovina je Interspar, ki je tretji slovenski Interspar po BTC-jevem in celjskem. Je del mreže evropskih nakupovalnih središč SPAR European Shopping Centers.
Izdaja svoj brezplačni sezonski časopis. Od oktobra 2014 Alenka Godec za njegovo spletno stran piše blog.

## Gradnja
Center je nadomestil skladišča in proizvodne objekte GPG. 11. oktobra 1995 je takratni ljubljanski župan Dimitrij Rupel zanj položil temeljni kamen. Gradilo ga je podjetje Gradbeno podjetje Grosuplje (GPG). Investicija je stala 2,5 milijarde tolarjev. Investitor je bil mešana družba ISC Shopping center s takratnim direktorjem Igorjem Mervičem. Otvoritev so planirali za pomlad 1997.
GPG je imel tudi koncesijo za celostno ureditev območja, skupaj z novo prometno ureditvijo vstopa s Tržaške ceste na Tbilisijsko, ki je predvidevala širitev cest in gradnjo rondoja. Nekateri urbanisti so izrazili pomisleke glede nenadzorovane gradnje velikih nakupovalnih središč v Ljubljani. Stanovalci Tbilisijske, Jamove in Tržaške (KS Stane Sever) so zaradi možnosti poslabšanja bivalnih razmer v naselju krožišču nasprotovali in so vložili pritožbo zoper lokacijsko dovoljenje.

## Širitev in prenova
Leta 2005 je center dobil prizidek. Leta 2011 je imel 12.000 m2 prodajnih površin in 24 lokalov. Njegova prenova v vrednosti 6 milijonov evrov se je začela leta 2017. Temeljitejša faza je potekala od marca 2018. Otvoritev prenovljenega centra je bila 27. septembra 2018. Nastopili so Isaac Palma, Ribič Pepe, Čuki, Manca Špik, Nipke in Trkaj, Plesna delavnica Bolero, Natalija Verboten, Marko Vozelj in Mojstri ter Lea Sirk.